# Адміністративний устрій Кременецького району
Адміністративний устрій Кременецького району до 2020 року — адміністративно-територіальний поділ Кременецького району Тернопільської області на 1 міську та 28 сільських рад, які об'єднують 68 населених пунктів та підпорядковані Кременецькій районній раді. Адміністративний центр — місто Кременець, що є містом обласного значення та до складу району не входить.

## Список радКременецького району
| №  | Назва                           | Центр                | Населені пункти                                         | Площа км² | Місце за площею | Населення (2001), осіб | Місце за населенням |
| -- | ------------------------------- | -------------------- | ------------------------------------------------------- | --------- | --------------- | ---------------------- | ------------------- |
| 1  | Почаївська міська рада          | м. Почаїв            | м. Почаїв с. Затишшя                                    | 24,04     |                 | 8322                   | 1                   |
| 2  | Башуківська сільська рада       | с. Башуки            | с. Башуки с. Новий Олексинець                           | 2,560     |                 | 1547                   | 16                  |
| 3  | Білокриницька сільська рада     | с. Білокриниця       | с. Білокриниця с. Андруга с. Веселівка с. Лішня         | 50,050    |                 | 3119                   | 2                   |
| 4  | Будківська сільська рада        | с. Будки             | с. Будки с. Комарівка с. Валігури                       | 40,430    |                 | 2181                   | 5                   |
| 5  | Великобережецька сільська рада  | с. Великі Бережці    | с. Великі Бережці с. Іква с. Малі Бережці с. Хотівка    | 38,040    |                 | 2130                   | 7                   |
| 6  | Великогорянська сільська рада   | с. Велика Горянка    | с. Велика Горянка с. Волиця с. Мала Горянка             |           |                 | 808                    | 27                  |
| 7  | Гаївська сільська рада          | с. Гаї               | с. Гаї с. Града с. Діброва с. Кімната                   | 57,630    |                 | 1978                   | 8                   |
| 8  | Горинська сільська рада         | с. Горинка           | с. Горинка с. Духів с. Кушлин                           | 50,200    |                 | 2452                   | 3                   |
| 9  | Дунаївська сільська рада        | с. Дунаїв            | с. Дунаїв с. Богданівка с. Куликів с. Савчиці           | 40,440    |                 | 1729                   | 12                  |
| 10 | Жолобівська сільська рада       | с. Жолоби            | с. Жолоби                                               | 17,350    |                 | 1169                   | 19                  |
| 11 | Катеринівська сільська рада     | с. Катеринівка       | с. Катеринівка с. Рибча с. Іванківці                    | 25,570    |                 | 876                    | 25                  |
| 12 | Колосівська сільська рада       | с. Колосова          | с. Колосова с. Двірець с. Рудка                         | 29,550    |                 | 1243                   | 18                  |
| 13 | Крижівська сільська рада        | с. Крижі             | с. Крижі                                                | 20,410    |                 | 835                    | 26                  |
| 14 | Лідихівська сільська рада       | с. Лідихів           | с. Лідихів                                              | 35,130    |                 | 2372                   | 4                   |
| 15 | Лопушненська сільська рада      | с. Лопушне           | с. Лопушне с. Крутнів с. Раславка                       | 38,830    |                 | 1808                   | 10                  |
| 16 | Лосятинська сільська рада       | с. Лосятин           | с. Лосятин с. Борщівка                                  | 31,170    |                 | 1741                   | 11                  |
| 17 | Млинівецька сільська рада       | с. Млинівці          | с. Млинівці с. Бакоти с. Хотовиця                       | 24,790    |                 | 1050                   | 23                  |
| 18 | Плосківська сільська рада       | с. Плоске            | с. Плоске с. Підлісне                                   | 19,090    |                 | 727                    | 28                  |
| 19 | Попівецька сільська рада        | с. Попівці           | с. Попівці с. Весела с. Новий Кокорів с. Старий Кокорів | 31,680    |                 | 1518                   | 17                  |
| 20 | Великомлинівецька сільська рада | с. Великі Млинівці   | с. Великі Млинівці с. Підлісці                          | 20,270    |                 | 2166                   | 6                   |
| 21 | Ридомильська сільська рада      | с. Ридомиль          | с. Ридомиль                                             | 36,750    |                 | 1926                   | 9                   |
| 22 | Розтоцька сільська рада         | с. Розтоки           | с. Розтоки                                              | 29,510    |                 | 1139                   | 21                  |
| 23 | Сапанівська сільська рада       | с. Сапанів           | с. Сапанів                                              | 21,310    |                 | 1656                   | 13                  |
| 24 | Староолексинецька сільська рада | с. Старий Олексинець | с. Старий Олексинець с. Івання                          | 30,300    |                 | 1154                   | 20                  |
| 25 | Старопочаївська сільська рада   | с. Старий Почаїв     | с. Старий Почаїв                                        | 20,430    |                 | 1565                   | 15                  |
| 26 | Старотаразька сільська рада     | с. Старий Тараж      | с. Старий Тараж с. Комарин                              | 29,600    |                 | 1565                   | 14                  |
| 27 | Устечківська сільська рада      | с. Устечко           | с. Устечко с. Очеретне                                  | 27,670    |                 | 1068                   | 22                  |
| 28 | Чугалівська сільська рада       | с. Чугалі            | с. Чугалі с. Бонівка с. Зеблози                         | 39,690    |                 | 983                    | 24                  |
| 29 | Шпиколосівська сільська рада    | с. Шпиколоси         | с. Шпиколоси                                            | 21,720    |                 | 483                    | 29                  |

* Примітки: м. — місто, с-ще — селище, смт — селище міського типу, с. — село